# Ильята (Кишертский район)
Илья́та — деревня в Кишертском районе Пермского края. Входит в Андреевское сельское поселение.

## Население
| 2000 | 2004 | 2008 | 2010 | 2011 | 2012 | 2013 |
| ---- | ---- | ---- | ---- | ---- | ---- | ---- |
| 98   | ↘89  | ↘83  | ↘66  | →66  | ↗78  | ↘75  |
| 2014 | 2015 | 2016 |      |      |      |      |
| ↘69  | ↘67  | ↘64  |      |      |      |      |